# 館山病院
館山病院（たてやまびょういん）は千葉県館山市にある医療機関である。

## 沿革
出典
- 1891年 明治24年
  - 10月 開業。のちに外科・婦人科・耳鼻科を増設
- 1923年 大正12年
  - 9月 関東大震災により建物のほぼ全てが倒壊したが、地元出身の実業家である福原有信[3]の支援により、株式会社館山病院として再発足した。
- 1952年 昭和27年
  - 4月 館山准看護学校開校
- 1958年 昭和33年
  - 12月 精神・神経科開設
- 1961年 昭和36年
  - 7月 株式会社館山病院から医療法人博道会館山病院となる。
- 1966年 昭和41年
  - 5月 産婦人科再開
- 1977年 昭和52年
  - 1月 現在の本館落成
- 1978年 昭和53年
  - 11月 精神科増改築
- 1985年 昭和60年
  - 4月 リハビリテーション・センターを開設
- 1986年 昭和61年
  - 4月 ケア病棟シルバールームを開設
- 1989年 平成元年
  - 2月 精神科、外来、デイケア棟を開設
- 1994年 平成6年
  - 4月 館山准看護学校校舎新築
- 1999年 平成11年
  - 5月 ドック・健診センターを設置
  - 10月 新病棟新築し、完全療養型病棟60床・精神病棟60床 2階 120床 総病床数 268床となる。病床種別届出(平成14年6月13日) 一般病床 96床・精神病床 60床・療養病床 112床
- 2006年 平成18年
  - 4月 館山市地域包括支援センターたてやまを開設
  - 10月 病床数が一般病床148床・精神病床 60床・療養病床 60床となる。
- 2008年 平成20年
  - 11月 入院透析開設
- 2009年 平成21年
  - 9月 一般病床 148床（一般病棟・障害者病棟・回復期リハビリ病棟）医療療養病床 60床
- 2013年 平成24年
  - 10月 医療法人博道会から社会医療法人社団木下会となる。
- 2019年 令和元年
  - 12月 社会医療法人社団木下会から医療法人沖縄徳洲会となる。
- 2021年 令和3年
  - 10月 医療法人沖縄徳洲会から医療法人徳洲会となる
- 2022年 令和4年
  - 6月 館山市北条520番地1へ新築移転。口腔機能リハビリテーションセンターを開設。通所リハビリテーションを開始。
- 2024年 令和6年
  - 2月 介護老人保健施設たてやま 開設

## 歴代院長
出典
| 初代院長 | 川名博夫   | 1891年 (明治24年)10月〜1933年 (昭和8年) 8月   |
| 2代院長  | 穂坂与明   | 1933年 (昭和8年) 8月〜1975年 (昭和50年) 3月   |
| 3代院長  | 川名正義   | 1975年 (昭和50年) 3月〜1983年 (昭和58年) 7月  |
| 4代院長  | 穂坂博明   | 1983年 (昭和58年)7月〜1993年 (平成5年) 4月    |
| 5代院長  | 小久江浅二 | 1993年 (平成5年) 4月〜1997年 (平成 9年) 4月   |
| 6代院長  | 中川真也   | 1997年 (平成 9年) 4月〜2001年 (平成13年) 10月 |
| 7代院長  | 大内敏宏   | 2001年 (平成13年) 10月〜2002年 (平成14年) 7月 |
| 8代院長  | 大島博幸   | 2002年 (平成14年) 7月〜2004年 (平成16年) 1月  |
| 9代院長  | 赤尾周一   | 2004年 (平成16年) 1月〜2005年 (平成17年) 7月  |
| 10代院長 | 菅沼康雄   | 2005年 (平成17年) 7月〜2008年 (平成20年) 1月  |
| 11代院長 | 髙野良裕   | 2008年 (平成20年) 1月〜2008年 (平成20年) 10月 |
| 12代院長 | 山田真和   | 2008年 (平成20年) 10月〜2013年 (平成24年) 5月 |
| 13代院長 | 竹内信一   | 2013年 (平成24年) 5月〜2023年 (令和5年) 6月   |
| 14代院長 | 佐藤猛     | 2023年 (令和5年) 6月〜現在                    |

## 診療科
出典
- 内科
- 消化器内科
- 呼吸器内科
- 循環器内科
- 腎臓内科
- 糖尿病内科
- 神経内科
- 心療内科
- 精神科
- 外科
- 泌尿器科
- 消化器外科
- 脳神経外科
- 整形外科
- 眼科
- 歯科
- 歯科口腔外科
- 放射線科
- リハビリテーション科

## 医療機関の指定・認定
出典
| 保険医療機関                            | 労災保険指定医療機関                                                                              | 指定自立支援医療機関（更生医療）腎臓障害・人工透析 |
| 指定自立支援医療機関（精神通院医療）    | 身体障害者福祉法指定医の配置されている医療機関                                                    |                                                    |
| 生活保護法指定医療機関                  | 結核指定医療機関                                                                                  |                                                    |
| 原子爆弾被害者一般疾病医療取扱医療機関  | 特定疾患治療研究事業委託医療機関                                                                  |                                                    |
| 救急病院告知指定病院                    | 全国健康保険協会・生活習慣病予防検診事業の実施医療機関                                            |                                                    |
| 運転従事者脳MRI健診支援機構認定医療機関 | 日本医療機能評価機構認定病院（主たる機能：一般病院1 副機能：リハビリテーション病院 3rdG:Ver.3.0） |                                                    |